# Philadelphus occidentalis
Philadelphus occidentalis là một loài thực vật có hoa trong họ Tú cầu. Loài này được A. Nelson miêu tả khoa học đầu tiên năm 1898.